# Amnesty International Menschenrechtspreis
Der Amnesty International Menschenrechtspreis wird alle zwei bis drei Jahre von der deutschen Sektion von Amnesty International verliehen. Ziel dieses Preises ist es, die Arbeit von Menschenrechtsaktivisten zu würdigen und sie einer breiteren Öffentlichkeit bekannt zu machen. Die Auszeichnung ist auf zehntausend Euro dotiert, wichtiger ist jedoch für die Preisträger meist der zusätzliche Schutz und neue Kontakte durch die mit dem Preis einhergehende mediale und internationale öffentliche Aufmerksamkeit. Ausgezeichnet werden daher (anders als zum Beispiel beim Friedensnobelpreis) hauptsächlich zuvor unbekannte Organisationen, die politisch bedingt zum Teil im Untergrund arbeiten und deren Mitarbeiter bedroht werden.
Die internationale Zentrale von Amnesty vergibt mit der Auszeichnung Botschafter des Gewissens ebenfalls einen Menschenrechtspreis.

## Preisträger
- 1998: zwölf Menschenrechtsverteidiger, die für die weltweite Menschenrechtsbewegung stehen: Binta Jammeh-Sidibe (Gambia), Andreas Kossi Ezuke (Togo), Yanette Bautista (Kolumbien), Heberth Hernando Ruiz Ríos (Kolumbien), Waldo Albarracín (Bolivien), Wei Jingsheng (VR China), Medha Patkar (Indien), Mukhtar Pakpahan (Indonesien), Akın Birdal (Türkei), Juri Schadrin (Russland), Mohamed Mandour (Ägypten), Karima Hammache (Algerien)[1]
- 2001: die türkische Anwältin Eren Keskin[2]
- 2003: die russische Menschenrechtlerin Swetlana Gannuschkina[3]
- 2005: Monira Rahman aus Bangladesch, die sich für die Opfer von Säureangriffen einsetzt[4]
- 2008: die simbabwische Menschenrechtsorganisation Women of Zimbabwe Arise (WOZA) und ihre Gründerin Jenni Williams[5]
- 2011: Abel Barrera Hernández aus Mexiko und das von ihm gegründete Menschenrechtszentrum Tlachinollan[6]
- 2014: Alice Nkom aus Kamerun und die Organisation Association pour la Défense des Droits des Homosexuel(le)s (ADEFHO)[7]
- 2016: Henri Tiphagne, Rechtsanwalt und Gründer der indischen Menschenrechtsorganisation People’s Watch[8]
- 2018: Mona Hamed, Aida Seif al-Dawla, Magda Adly und Suzan Fayad, Ärztinnen und Gründerinnen des Nadeem-Zentrums für die Rehabilitation von Folter- und Gewaltopfern (Kairo, Ägypten); das Zentrum existiert seit der militärischen Schließung im Februar 2017 im Untergrund weiter, zwei der vier Preisträgerinnen erhielten kurz vor der Preisverleihung ein Ausreiseverbot, der im Asyl in Frankreich lebende Kollege Taher Mokhtar nahm stellvertretend den Preis entgegen[9]
- 2020: Besatzung des Seenotrettungschiffs Iuventa[10]
- 2022: Äthiopischer Menschenrechtsrat (Ethiopian Human Rights Council, EHRCO)[11]
- 2024: Fedepesan (Federación de Pescadores Artesanales Ambientalistas y Turísticos del Departamento de Santander: Verband für traditionelle Fischerei, Umweltschutz und Tourismus im Departamento Santander) und seine Präsidentin Yuly Velásquez, Kolumbien[12]